# Daniele Bonera
Daniele Bonera (ur. 31 maja 1981 w Brescii) – były włoski piłkarz grający na pozycji środkowego obrońcy. Obecnie asystent trenera w AC Milan.

## Kariera klubowa
Daniele Bonera zawodową karierę rozpoczynał w 1999 roku w Brescii Calcio, w której występował do sezonu 2001/2002. W Serie A zadebiutował 1 października 2000 roku w meczu przeciwko Udinese Calcio. Włoch z czasem wywalczył sobie miejsce w pierwszej jedenastce Brescii i łącznie rozegrał dla niej 60 ligowych pojedynków.
Latem 2002 roku Bonera został piłkarzem Parmy. W nowym klubie zadebiutował 15 września w zremisowanym 1:1 spotkaniu z Udinese. 26 stycznia 2003 roku włoski obrońca strzelił natomiast swoją pierwszą bramkę w karierze wpisując się na listę strzelców w zremisowanym 1:1 meczu przeciwko Brescii. Od początku pobytu na Stadio Ennio Tardini Bonera był podstawowym zawodnikiem swojej drużyny. 29 stycznia 2006 roku Włoch zanotował swój setny ligowy występ dla Parmy, a „Gialloblu” wygrali 2:1 z Empoli FC. Łącznie dla Parmy rozegrał 114 pojedynków w Serie A.
28 lipca 2006 roku włoski gracz podpisał kontrakt z Milanem. W barwach „Rossonerich” po raz pierwszy wystąpił 17 września w wygranym 2:0 ligowym spotkaniu przeciwko Parmie. 17 października Bonera zadebiutował natomiast w rozgrywkach Ligi Mistrzów. W 47 minucie tego meczu Włoch został ukarany czerwoną kartką i musiał opuścić plac gry. Razem z Milanem Włoch w sezonie 2006/2007 Bonera zwyciężył w rozgrywkach Champions League, Superpucharu Europy oraz Klubowych Mistrzostw Świata. Po wypożyczeniu Massimo Oddo do Bayernu Monachium wychowanek Brescii z konieczności grywał czasem na pozycji prawego obrońcy.
W sezonie 2008/2009 Bonera był prześladowany przez kontuzje, przez co rozegrał w ligowych rozgrywkach tylko 18 spotkań. Mimo to 5 czerwca 2009 roku działacze Milanu przedłużyli z nim kontrakt do 2013 roku. Z powodu problemów z kontuzją pierwszy mecz w sezonie 2009/2010 włoski defensor rozegrał dopiero w lutym 2010 roku. Latem 2013 obrońca przedłużył kontrakt do końca czerwca 2015.
1 września 2015 ogłoszono, że zawodnik podpisał kontrakt na jeden sezon z Villarreal CF.

## Kariera reprezentacyjna
Bonera ma za sobą występy w młodzieżowych reprezentacjach Włoch. Grał w drużynach do lat 20 oraz 21. Dla drużyny do lat 21 Daniele rozegrał 34 spotkania i zdobył z nią Mistrzostwo Europy U-21 2004. W seniorskiej kadrze zadebiutował 5 września 2001 roku w towarzyskim meczu przeciwko reprezentacji Maroka. W 2004 roku Bonera zdobył brązowy medal Igrzyskach Olimpijskich w Atenach.

## Sukcesy
A.C. Milan
Liga Mistrzów: 2006/2007
Superpuchar Europy: 2007
Klubowe Mistrzostwo Świata: 2007
Mistrzostwo Włoch: 2010/2011
Superpuchar Włoch: 2011
 Reprezentacja Włoch
Mistrzostwo Europy U-21: 2004
Brązowy medal Igrzysk Olimpijskich: 2004